# 롭 에스테스
롭 에스티스(Rob Estes, 영어 발음: /ˈɛstiːz/, 1963년 7월 22일 ~ )는 미국의 배우이다.

## 출연 작품
- 엣지 오브 더 가든 (2011)
- 헬로우 헤르만 (2011)
- 우먼스 머더 클럽 (2007)
- 포세이돈 (2002)
- 노스트라다무스 (2000, Nostradamus)
- A Loss of Innocence (1996)
- 마이애미 캅 (1994)
- 아이언 이글 3 (1992)
- 하이 스피드 (1990)
- 트래퍼 카운티의 공포 (1989)
- 썬더보트 (1989)
- 오늘 밤 모든 것은 끝난다 (1989)
- 데빌캣 (1988)

### 텔레비전
- 우리 생애 나날들 (1986-87)
- 더 데일리 쇼 (1997-99)
- CSI: 마이애미 (2006-07)
- 90210 (2008-10)